# 7 Up
A 7 Up (7up-ként stilizálva, ejtsd: szevön áp, a magyarok időnként tévesen „zup”-nak is ejtik[forrás?]) citromos, szénsavas üdítőital. A PepsiCo gyártja 1936 óta. Már 1929-ben megalkotta Charles Leiper Grigg ekkor még „Bib-Label Lithiated Lemon-Lime Soda” néven futott. 1936 óta a PepsiCo forgalmazza, 7 Up néven (bár az amerikai forgalmazásért a Dr. Pepper Snapple Group felel). Legnagyobb vetélytársa az ősi rivális Coca-Cola által gyártott Sprite. Amerikában több változata is elérhető, Magyarországon főleg csak a „sima” verziót forgalmazzák, de különleges termékekkel foglalkozó boltokban az amerikai ízek is elérhetőek hazánkban is. Reklámkampányaikkal is híresek lettek az USA-ban. A 7Up kabalájának a logóban szereplő piros kör számít. Nevének eredetéről több találgatás is született az évek alatt, a legelterjedtebb az az elmélet, miszerint az ital hét összetevőt tartalmaz.